# Eustorg de Beaulieu
Eustorg de Beaulieu o Héctor de Beaulieu (Beaulieu-sur-Dordogne, hacia 1495 - Basilea, 8 de enero de 1552), fue un poeta, compositor y eclesiástico francés.
En 1522 era organista de la catedral de Lectoure y en 1552 pasó a Tulle (Lemosín) como profesor de música. En 1534 quedó al servicio del gobernador de Lion, donde permaneció hasta su conversión al protestantismo el 1537. En 1540, en Lausana, consiguió el título en teología y se distinguió como pastor y músico en varias ciudades.
De sus composiciones solo han llegado a nuestros días tres Chansons a cuatro voces.